# Нузрин
Нузри́н (фр. Nouzerines, окс. Noserines) — коммуна во Франции, находится в регионе Лимузен. Департамент коммуны — Крёз. Входит в состав кантона Буссак. Округ коммуны — Гере.
Код INSEE коммуны — 23146.

## Население
Население коммуны на 2010 год составляло 251 человек.
| 1962 | 1968 | 1975 | 1982 | 1990 | 1999 | 2010 |
| ---- | ---- | ---- | ---- | ---- | ---- | ---- |
| 607  | 529  | 437  | 340  | 277  | 261  | 251  |

## Экономика
В 2010 году среди 150 человек трудоспособного возраста (15—64 лет) 99 были экономически активными, 51 — неактивными (показатель активности — 66,0 %, в 1999 году было 65,9 %). Из 99 активных жителей работали 94 человека (50 мужчин и 44 женщины), безработных было 5 (2 мужчин и 3 женщины). Среди 51 неактивных 10 человек были учениками или студентами, 27 — пенсионерами, 14 были неактивными по другим причинам.